# Joseph Parker
Joseph Parker (* 9. Januar 1992 in Auckland, Neuseeland, als Joseph Dennis Parker) ist ein neuseeländischer Boxer und ehemaliger Weltmeister des Verbandes WBO im Schwergewicht. Er wird von Kevin Barry trainiert.

## Amateurkarriere
Joseph Parker begann mit dem Boxsport im Alter von zehn Jahren im Papatoetoe Boxing Gym von Auckland und bestritt seinen ersten Kampf im Alter von zwölf Jahren. Sein Trainer war Grant Arkell.
Er nahm im April 2010 an der Jugend-Weltmeisterschaft in Baku teil und gewann nach einer Niederlage im Halbfinale gegen Filip Hrgović eine Bronzemedaille im Superschwergewicht. Mit diesem Erfolg war er auch für die Olympischen Jugend-Sommerspiele im August 2010 in Singapur qualifiziert und gewann dort die Silbermedaille im Superschwergewicht, nachdem er im Finale gegen Tony Yoka unterlegen war.
Im März 2010 gewann er Silber im Superschwergewicht bei den Commonwealth Championships in Delhi und war im Oktober 2010 Viertelfinalist der ebenfalls in Delhi ausgetragenen Commonwealth Games.
Im Mai 2011 siegte er im Superschwergewicht bei den Arafura Games in Darwin und startete im September 2011 bei der Weltmeisterschaft in Baku, wo er in der zweiten Vorrunde gegen Zhang Zhilei unterlag.
In der Saison 2011/12 ging er zudem für das Team Beijing Dragons in der World Series of Boxing an den Start.
Im Februar 2012 gewann er die neuseeländische Olympiaqualifikation und nahm anschließend im März 2012 an der ozeanischen Olympiaqualifikation teil, wo er im Viertelfinale gegen Junior Fa ausschied.

## Profikarriere
Nach dem Ausscheiden bei der kontinentalen Olympiaqualifikation wurde er noch im Jahr 2012 Profiboxer und bestritt sein Debüt am 5. Juli desselben Jahres in Auckland. Nach fünf Siegen in Folge boxte er im Juni 2013 gegen den südafrikanischen Veteranen Francois Botha (Kampfbilanz: 48-9) und siegte durch TKO in der zweiten Runde. In seinem nächsten Kampf im Oktober 2013 wurde er mit einem gleichen Kampfergebnis gegen Afa Tatupu Neuseeländischer Meister im Schwergewicht.
Am 26. April 2014 fand im deutschen Oberhausen eine WM-Titelverteidigung von Wladimir Klitschko gegen den Australier Alex Leapai statt; Parker konnte dabei im Rahmen eines Vorkampfes gegen den Argentinier Marcelo Nascimento (17-5) antreten und gewann durch TKO in der siebenten Runde.
Im Juli 2014 siegte er ebenfalls vorzeitig in der siebenten Runde gegen den US-Veteranen Brian Minto (39-7) und wurde dadurch Asienmeister der Verbände PABA und WBO im Schwergewicht. Bis Ende des Jahres schlug er zudem Sherman Williams (36-13) und Irineu Costa (15-1), sowie 2015 unter anderem Jason Pettaway (17-1), Yakup Sağlam (34-3), Bowie Tupou (25-3) und Kali Meehan (42-5), wobei er seine beiden Titel mit dem Titel des WBO-Afrikameisters und des Asien-Pazifikmeisters der OPBF vereinen konnte.
Seinen ersten Kampf gegen einen Weltklassegegner bestritt er am 21. Mai 2016 in Manukau City gegen den Franzosen Carlos Takam (33-2, Ranking: IBF#3, WBO#4, WBC#5), wobei er selbst bereits als WBO#1, IBF#4, WBC#6 und Ring Magazine#9 geführt wurde. In dem Kampf, bei dem es zu keinem Niederschlag kam, siegte Parker einstimmig nach Punkten und verbesserte damit seine Ranglistenplatzierung, unter anderem wurde er mit dem Sieg zum IBF-Pflichtherausforderer des Weltmeisters Anthony Joshua.
Nach zwei weiteren vorzeitigen Siegen gegen den Australier Solomon Haumono (24-2) und den Ukrainer Alexander Dimitrenko (38-2), boxte Parker am 10. Dezember 2016 in Auckland um den von Tyson Fury niedergelegten und dadurch vakant gewordenen WBO-Weltmeistertitel im Schwergewicht und besiegte dabei den ebenfalls ungeschlagenen Mexikaner Andy Ruiz (29-0, Ring Magazine#10) durch Mehrheitsentscheidung nach Punkten, womit er der erste in Neuseeland geborene Boxweltmeister im Schwergewicht wurde.
Seine erste Titelverteidigung bestritt er am 6. Mai 2017 in Manukau City gegen den von der WBO auf Platz 14 der Herausforderer gesetzten Rumänen Răzvan Cojanu (16-2), der kurzfristig für den aufgrund einer Verletzung verhinderten britischen Pflichtherausforderer Hughie Fury eingesprungen war, und siegte einstimmig nach Punkten. Den Kampf gegen Fury bestritt er dann am 23. September 2017 in Manchester und gewann per Mehrheitsentscheidung.
Seinen nächsten Kampf, eine Titelvereinigung gegen den britischen WBA- und IBF-Weltmeister Anthony Joshua (20-0, Ring Magazine#1), bestritt er am 31. März 2018 in Cardiff und verlor dabei einstimmig nach Punkten. Rund vier Monate später bestritt er in London einen weiteren Kampf gegen einen Briten, wobei er einstimmig gegen Dillian Whyte (23-1) unterlag, wobei er auch die ersten beiden Niederschläge seiner Boxkarriere erlitt.
Er gewann im Anschluss sechs Kämpfe in Folge, darunter gegen Alex Leapai (32-7), Junior Fa (19-0) und zweimal gegen Derek Chisora (32-10 bzw. 32-11).
Er boxte daraufhin am 24. September 2022 in Manchester gegen Joseph Joyce (14-0) um die WBO-Interimsweltmeisterschaft im Schwergewicht, verlor jedoch gegen den Briten durch K. o. in der elften Runde.
Am 28. Oktober 2023 siegte er vorzeitig gegen den Kanadier Simon Kean (23-1) und gewann damit die Interkontinentalen Meistertitel der IBF und WBO im Schwergewicht. Diese verteidigte er am 23. Dezember 2023 durch einen einstimmigen Sieg gegen Deontay Wilder (43-2).
Er konnte daraufhin am 8. März 2024 um die Interimsweltmeisterschaft der WBO im Schwergewicht boxen und siegte dabei per Mehrheitsentscheidung gegen den Titelträger Zhang Zhilei (26-1). Den Titel verteidigte er am 22. Februar 2025 durch TKO in Runde 2 gegen Martin Bakole (21-1).

## Liste der Profikämpfe
| 36 Siege (24 K.-o.-Siege), 3 Niederlagen, 0 Unentschieden |               |                                                     | |                                               |
| Jahr                                                      | Tag           | Ort                                                 | Gegner | Ergebnis für Parker                           |
| 2012                                                      | 5. Juli       | Sky City Convention Centre, Auckland, Neuseeland    | Dean Garmonsway Profidebüt | Sieg / TKO 2. Runde                           |
| 2012                                                      | 9. November   | The Trusts Arena, Auckland, Neuseeland              | Terry Tuteru | Sieg / KO 2. Runde                            |
| 2012                                                      | 15. Dezember  | The Trusts Arena, Auckland, Neuseeland              | Richard Tutaki | Sieg / TKO 3. Runde                           |
| 2013                                                      | 28. Februar   | Hornby Working Men’s Club, Christchurch, Neuseeland | Dontay Pati | Sieg / TKO 1. Runde                           |
| 2013                                                      | 16. Mai       | Hyatt Regency Hotel, Irvine, USA                    | Brice Ritani-Coe | Punktsieg (einstimmig) / 6 Runden             |
| 2013                                                      | 13. Juni      | The Trusts Arena, Auckland, Neuseeland              | Francois Botha | Sieg / TKO 2. Runde                           |
| 2013                                                      | 10. Oktober   | The Trusts Arena, Auckland, Neuseeland              | Afa Tatupu NZNBF-Schwergewicht-Meisterschaft                                                                                                   | Sieg / TKO 2. Runde                           |
| 2014                                                      | 26. April     | König-Pilsener-Arena, Oberhausen, Deutschland       | Marcelo Luiz Nascimento WBA-PABA-Interim Schwergewicht-Meisterschaft                                                                           | Sieg / TKO 7. Runde                           |
| 2014                                                      | 5. Juli       | Vodafone Events Centre, Auckland, Neuseeland        | Brian Minto WBA-PABA-Schwergewicht-Titelverteidigung WBO-Oriental Schwergewicht-Meisterschaft                                                  | Sieg / Aufgabe 7. Runde                       |
| 2014                                                      | 9. August     | Sands Bethlehem Event Center, Bethlehem, USA        | Keith Thompson | Sieg / TKO 3. Runde                           |
| 2014                                                      | 16. Oktober   | The Trusts Arena, Auckland, Neuseeland              | Sherman Williams WBO-Oriental Schwergewicht-Titelverteidigung WBA-PABA-Schwergewicht-Titelverteidigung                                         | Punktsieg (einstimmig) / 10 Runden            |
| 2014                                                      | 6. Dezember   | Claudelands Arena, Hamilton, Neuseeland             | Irineu Beato Costa Junior WBO-Oriental Schwergewicht-Titelverteidigung WBA-PABA-Schwergewicht-Titelverteidigung                                | Sieg / KO 4. Runde                            |
| 2015                                                      | 5. März       | Vodafone Events Centre, Auckland, Neuseeland        | Jason Pettaway WBO-Oriental Schwergewicht-Titelverteidigung WBA-PABA-Schwergewicht-Titelverteidigung                                           | Sieg / KO 4. Runde                            |
| 2015                                                      | 13. Juni      | Arena Manawatu, Palmerston North, Neuseeland        | Yakup Saglam WBO-Oriental Schwergewicht-Titelverteidigung WBA-PABA-Schwergewicht-Titelverteidigung                                             | Sieg / TKO 2. Runde                           |
| 2015                                                      | 1. August     | ILT Stadium Southland, Invercargill, Neuseeland     | Bowie Tupou WBO-Oriental Schwergewicht-Titelverteidigung WBA-PABA-Schwergewicht-Titelverteidigung WBO-Afrikanische Schwergewicht-Meisterschaft | Sieg / KO 1. Runde                            |
| 2015                                                      | 15. Oktober   | The Trusts Arena, Auckland, Neuseeland              | Kali Meehan WBO-Oriental Schwergewicht-Titelverteidigung WBO-Afrikanische Schwergewicht-Titelverteidigung WBC-OPBF-Schwergewicht-Meisterschaft | Sieg / TKO 3. Runde                           |
| 2015                                                      | 5. Dezember   | Claudelands Arena, Hamilton, Neuseeland             | Daniel Martz WBO-Oriental Schwergewicht-Titelverteidigung                                                                                      | Sieg / TKO 1. Runde                           |
| 2016                                                      | 23. Januar    | Faleata Sports Complex, Apia, Samoa                 | Jason Bergman WBO-Oriental Schwergewicht-Titelverteidigung                                                                                     | Sieg / TKO 8. Runde                           |
| 2016                                                      | 21. Mai       | Vodafone Events Centre, Auckland, Neuseeland        | Carlos Takam | Punktsieg (einstimmig) / 12 Runden            |
| 2016                                                      | 21. Juli      | Horncastle Arena, Christchurch, Neuseeland          | Solomon Haumono WBO-Oriental Schwergewicht-Titelverteidigung WBC-OPBF-Schwergewicht-Titelverteidigung                                          | Sieg / TKO 4. Runde                           |
| 2016                                                      | 1. Oktober    | Vodafone Events Centre, Auckland, Neuseeland        | Alexander Dimitrenko WBO-Oriental Schwergewicht-Titelverteidigung                                                                              | Sieg / KO 3. Runde                            |
| 2016                                                      | 10. Dezember  | Vector Arena, Auckland, Neuseeland                  | Andy Ruiz vakante WBO-Schwergewicht-Weltmeisterschaft                                                                                          | Punktsieg (Mehrheitsentscheidung) / 12 Runden |
| 2017                                                      | 6. Mai        | Vodafone Events Centre, Auckland, Neuseeland        | Răzvan Cojanu WBO-Schwergewicht-Titelverteidigung                                                                                              | Punktsieg (einstimmig) / 12 Runden            |
| 2017                                                      | 23. September | Manchester Arena, Manchester, Großbritannien        | Hughie Fury WBO-Schwergewicht-Titelverteidigung                                                                                                | Punktsieg (Mehrheitsentscheidung) / 12 Runden |
| 2018                                                      | 31. März      | Principality Stadium, Cardiff, Großbritannien       | Anthony Joshua IBF/IBO/WBA/WBO-Schwergewicht-Titelvereinigung                                                                                  | Punktniederlage (einstimmig) / 12 Runden      |
| 2018                                                      | 28. Juli      | The O2 Arena, Greenwich, Großbritannien             | Dillian Whyte WBC-Silber Schwergewicht-Meisterschaft WBO-International Schwergewicht-Meisterschaft                                             | Punktniederlage (einstimmig) / 12 Runden      |
| 2018                                                      | 15. Dezember  | Horncastle Arena, Christchurch, Neuseeland          | Alexander Flores | Sieg / KO 3. Runde                            |
| 2019                                                      | 29. Juni      | Dunkin’ Donuts Center, Providence, USA              | Alex Leapai | Sieg / TKO 10. Runde                          |
| 2020                                                      | 29. Februar   | The Ford Center at The Star, Frisco, USA            | Shawndell Winters | Sieg / TKO 5. Runde                           |
| 2021                                                      | 27. Februar   | Vector Arena, Auckland, Neuseeland                  | Junior Fa WBO-Oriental Schwergewicht-Meisterschaft                                                                                             | Punktsieg (einstimmig) / 12 Runden            |
| 2021                                                      | 1. Mai        | Manchester Arena, Manchester, Großbritannien        | Dereck Chisora WBO-Intercontinental Schwergewicht-Meisterschaft                                                                                | Punktsieg (geteilte Entscheidung) / 12 Runden |
| 2021                                                      | 18. Dezember  | Manchester Arena, Manchester, Großbritannien        | Dereck Chisora WBO-Intercontinental Schwergewicht-Titelverteidigung                                                                            | Punktsieg (einstimmig) / 12 Runden            |
| 2022                                                      | 24. September | Manchester Arena, Manchester, Großbritannien        | Joseph Joyce WBO-Interim Schwergewicht-Weltmeisterschaft                                                                                       | Niederlage / KO 11. Runde                     |
| 2023                                                      | 21. Januar    | Manchester Arena, Manchester, Großbritannien        | Jack Massey | Punktsieg (einstimmig) / 10 Runden            |
| 2023                                                      | 24. Mai       | Margaret Court Arena, Melbourne, Australien         | Faiga Opelu | Sieg / TKO 1. Runde                           |
| 2023                                                      | 28. Oktober   | Boulevard Hall, Riad, Saudi-Arabien                 | Simon Kean WBO-Intercontinental Schwergewicht-Meisterschaft IBF-Intercontinental Schwergewicht-Meisterschaft                                   | Sieg / KO 3. Runde                            |
| 2023                                                      | 23. Dezember  | Kingdom Arena, Riad, Saudi-Arabien                  | Deontay Wilder WBO-Intercontinental Schwergewicht-Titelverteidigung WBC-International Schwergewicht-Meisterschaft                              | Punktsieg (einstimmig) / 12 Runden            |
| 2024                                                      | 8. März       | Kingdom Arena, Riad, Saudi-Arabien                  | Zhang Zhilei WBO-Interim Schwergewicht-Weltmeisterschaft                                                                                       | Punktsieg (Mehrheitsentscheidung) / 12 Runden |
| 2025                                                      | 22. Februar   | Kingdom Arena, Riad, Saudi-Arabien                  | Martin Bakole WBO-Interim Schwergewicht-Weltmeisterschaft                                                                                      | Sieg / TKO 2. Runde                           |
| Quelle: Joseph Parker in der BoxRec-Datenbank             |               |                                                     | |                                               |